# Luge nos Jogos Olímpicos de Inverno da Juventude de 2016
As competições de luge nos Jogos Olímpicos de Inverno da Juventude de 2016 foram disputadas no Lillehammer Olympic Sliding Centre em Lillehammer, na Noruega, entre os dias 14 e 16 de fevereiro. Quatro eventos foram realizados.

## Calendário
| Fevereiro | 12 | 13 | 14 | 15 | 16 | 17 | 18 | 19 | 20 | 21 |
| --------- | -- | -- | -- | -- | -- | -- | -- | -- | -- | -- |
| Luge      |    |    | 1  | 2  | 1  |    |    |    |    |    |

|  | Dia de final |

## Qualificação
Os rankings das temporadas 2014–15 e 2015–16 na Copa do Mundo Júnior de Luge foram usadas como parâmetro de qualificação. Todos os países tiveram ao menos uma vaga garantida em cada evento se esses alcançassem o índice mínimo; no caso de mais atletas com índice do que vagas, então o ranking da Copa do Mundo seria utilizado para definir a vaga. O máximo de vagas por país foi de seis atletas (2 por gênero e 1 uma dupla) com o máximo de 20 atletas nas disputas individuais e 15 duplas. Se o país-sede (Noruega) não se classificasse, a última vaga seria distribuída para a Áustria. Se um evento não tivesse classificados suficientes, essas vagas restantes seriam divididas por outros eventos de forma igualitária. Um país pode disputar o evento por equipes se tivesse qualificado pelo menos um atleta nos outros eventos. Se as vagas fossem realocadas, a prioridade seria dos países sem atletas classificados. Um país pode disputar o evento por equipes com outros países com um máximo de dois atletas.

### Distribuição das vagas
O panorama de vagas está descrito na tabela abaixo. Com apenas treze duplas inscritas, as duas vagas restantes foram distribuídas para os eventos individuais.
| Evento          | Total    | Masculino | Feminino | Duplas |
| --------------- | -------- | --- | --- | --- |
| País-sede       | 1/1/0    | NOR Noruega | NOR Noruega | NOR Noruega |
| Ranking mundial | 21/21/13 | GER Alemanha AUT Áustria BUL Bulgária CAN Canadá SVK Eslováquia USA Estados Unidos FRA França GEO Geórgia GBR Grã-Bretanha ITA Itália ITA Itália LAT Letônia MDA Moldávia POL Polônia CZE Chéquia ROU Romênia RUS Rússia SWE Suécia TPE Taipé Chinês TUR Turquia UKR Ucrânia | GER Alemanha GER Alemanha ARG Argentina AUT Áustria AUS Austrália BUL Bulgária CAN Canadá KAZ Cazaquistão SVK Eslováquia USA Estados Unidos FRA França ITA Itália LAT Letônia MDA Moldávia POL Polônia CZE Chéquia ROU Romênia RUS Rússia SWE Suécia TUR Turquia UKR Ucrânia | GER Alemanha AUT Áustria CAN Canadá USA Estados Unidos ITA Itália KAZ Cazaquistão LAT Letônia POL Polônia CZE Chéquia ROU Romênia RUS Rússia SVK Eslováquia UKR Ucrânia |
| TOTAL           |          | 22 | 22 | 13 |

### Sumário
| CONs               | Masculino | Feminino | Duplas | Revezamento por equipes | Total |
| ------------------ | --------- | -------- | ------ | ----------------------- | ----- |
| GER Alemanha       | 1         | 2        | 2      | X                       | 5     |
| ARG Argentina      |           | 1        |        |                         | 1     |
| AUS Austrália      |           | 1        |        |                         | 1     |
| AUT Áustria        | 1         | 1        | 2      | X                       | 4     |
| BUL Bulgária       | 1         | 1        |        |                         | 2     |
| CAN Canadá         | 1         | 1        | 2      | X                       | 4     |
| KAZ Cazaquistão    |           | 1        | 2      |                         | 3     |
| SVK Eslováquia     | 1         | 1        | 2      | X                       | 4     |
| USA Estados Unidos | 1         | 1        | 2      | X                       | 4     |
| FRA França         | 1         | 1        |        |                         | 2     |
| GEO Geórgia        | 1         |          |        |                         | 1     |
| GBR Grã-Bretanha   | 1         |          |        |                         | 1     |
| ITA Itália         | 2         | 1        | 2      | X                       | 5     |
| LAT Letônia        | 1         | 1        | 2      | X                       | 4     |
| MDA Moldávia       | 1         | 1        |        |                         | 2     |
| NOR Noruega        | 1         | 1        |        |                         | 2     |
| POL Polônia        | 1         | 1        | 2      | X                       | 4     |
| CZE Chéquia        | 1         | 1        | 2      | X                       | 4     |
| ROU Romênia        | 1         | 1        | 2      | X                       | 4     |
| RUS Rússia         | 1         | 1        | 2      | X                       | 4     |
| SWE Suécia         | 1         | 1        |        |                         | 2     |
| TPE Taipé Chinês   | 1         |          |        |                         | 1     |
| TUR Turquia        | 1         | 1        |        |                         | 2     |
| UKR Ucrânia        | 1         | 1        | 2      | X                       | 4     |
| Total de atletas   | 22        | 22       | 26     |                         | 70    |
| Total CONs         | 21        | 21       | 13     | 12                      | 24    |

## Medalhistas
| Evento                           | Ouro                                                                        | Prata                                                                              | Bronze                                                                 |
| -------------------------------- | --------------------------------------------------------------------------- | ---------------------------------------------------------------------------------- | ---------------------------------------------------------------------- |
| Individual masculino detalhes    | Kristers Aparjods LAT Letônia                                               | Paul-Lukas Heider GER Alemanha                                                     | Reid Watts CAN Canadá                                                  |
| Individual feminino detalhes     | Brooke Apshkrum CAN Canadá                                                  | Jessica Tiebel GER Alemanha                                                        | Madeleine Egle AUT Áustria                                             |
| Duplas detalhes                  | Felix Schwarz Lukas Gufler ITA Itália                                       | Hannes Orlamünder Paul Gubitz GER Alemanha                                         | Vsevolod Kashkin Konstantin Korshunov RUS Rússia                       |
| Revezamento por equipes detalhes | Hannes Orlamünder Jessica Tiebel Paul Gubitz Paul-Lukas Heider GER Alemanha | Vsevolod Kashkin Olesya Mikhaylenko Konstantin Korshunov Evgenii Petrov RUS Rússia | Marion Oberhofer Felix Schwarz Lukas Gufler Fabian Malleier ITA Itália |

## Quadro de medalhas
| Ordem | País         | Medalha de ouro | Medalha de prata | Medalha de bronze |    |
| ----- | ------------ | --------------- | ---------------- | ----------------- | -- |
| 1     | GER Alemanha | 1               | 3                |                   | 4  |
| 2     | CAN Canadá   | 1               |                  | 1                 | 2  |
|       | ITA Itália   | 1               |                  | 1                 | 2  |
| 4     | LAT Letônia  | 1               |                  |                   | 1  |
| 5     | RUS Rússia   |                 | 1                | 1                 | 2  |
| 6     | AUT Áustria  |                 |                  | 1                 | 1  |
| TOTAL | TOTAL        | 4               | 4                | 4                 | 12 |